# Cassandra Creech
Cassandra Creech (Clayton, ...) è un'attrice statunitense. È famosa soprattutto per aver interpretato Denise Maynard in Così gira il mondo e di Grace Buckingham in Beautiful.

## Biografia
Dopo la laurea alla School of the Arts dell'Università della Carolina del Nord, ha frequentato per un anno la British Academy of Dramatic Arts.

### Attrice
Creech ha fatto il suo debutto televisivo in un giorno in sostituzione di Michelle Hurd nel ruolo di Dana Kramer in Destini. La svolta nella sua carriera arriva quando viene chiamata dal 1998 al 2001 ad interpretare il ruolo di Denise Maynard nella soap opera Così gira il mondo. Creech è anche apparsa nei film Disappearing Acts (2000) e I'm Through with White Girls (2007), oltre ad aver partecipato come guest star in New York Undercover, CSI: Miami e NCIS - Unità anticrimine. Ha avuto un ruolo ricorrente nella serie televisiva Squadra emergenza dal 2002 al 2003. È tornata al lavoro nelle soap opera interpretando due ruoli diversi in Il tempo della nostra vita nel 2010 e nel 2018. Nel 2022 è stata scelta per il ruolo della dottoressa Grace Buckingham nella soap opera Beautiful. Nel 2023, Creech ha ricevuto la nomination al Daytime Emmy Award come interprete ospite in una serie drammatica per la sua interpretazione nella soap dei Forrester.

### Vita privata
Nel 1998 ha sposato il nutrizionista e scrittore Jonny Bowden a New York.

## Filmografia

### Cinema
- L'amore prima di tutto (2000)
- Cyxork 7 (2006)
- I'm Through with White Girls (2007)
- The Catch (2012)

### Televisione
- Destini - soap opera (1994)
- New York Undercover - serie TV, 1 episodio (1996)
- Così gira il mondo - soap opera (1998-2001)
- Squadra emergenza - serie TV, 4 episodi (2002-2003)
- CSI: Miami - serie TV, 1 episodio (2005)
- Crossing Jordan - serie TV, 1 episodio (2007)
- Dirt – serie TV, 1 episodio (2008)
- Il tempo della nostra vita - soap opera, 6 episodi (2010, 2018)
- NCIS - Unità anticrimine - serie TV, 1 episodio (2019)
- Beautiful - soap opera (2022-in corso)